# Deilocerus analogus
Deilocerus analogus is een krabbensoort uit de familie van de Cyclodorippidae. De wetenschappelijke naam van de soort is voor het eerst geldig gepubliceerd in 1973 door Coelho.